# Dolichopeza (Oropeza) modesta
Dolichopeza (Oropeza) modesta is een tweevleugelige uit de familie langpootmuggen (Tipulidae). De soort komt voor in het Palearctisch gebied.